# Станке Димитров
Это статья о болгарском политическом деятеле. О городе см. Дупница.
Ста́нке Дими́тров (болг. Станке́ Димитро́в, настоящее имя Стефан Димитров Тодоров, 1889—1944), псевдоним «Марек» (акроним болгарских слов Марксист, Антифашист, Революционер, Емигрант, Комунист) — болгарский политический деятель, активист Болгарской коммунистической партии (БКП), член её Политбюро и секретарь Центрального Комитета. Вёл деятельность в вынужденной эмиграции в СССР в качестве редактора и ведущего болгарскоязычной радиостанции «Народен глас».

## Биография
Родился 5 февраля 1889 года в болгарском городе Дупница, в семье сапожника. По окончании педагогического училища в городе Шумен (1908) работал учителем; позднее окончил юридический факультет Софийского университета (1919).
В 1908 году в Кюстендиле впервые в мире был инсценирован роман М. Горького «Мать», в котором роль революционера Павла Власова сыграл 19-летний Станке Димитров.
С 15-летнего возраста примкнул к рабочему движению; с 1919 года состоял членом, секретарём окружного комитета БКП; участвовал в подготовке Сентябрьского восстания 1923 года. В 1925 году был вынужден эмигрировать в СССР, где вступил в ВКП(б). С 1932 года участвовал в работе Исполкома Коминтерна.
Вёл преподавательскую работу в Международной ленинской школе в Москве.
После начала Великой Отечественной войны выступал на радиостанции «Христо Ботев».
26 августа 1944 года группа болгарских коммунистов во главе со Станке Димитровым на самолете Ли-2 вылетела из Москвы в родную страну, чтобы возглавить запланированное на сентябрь антимонархическое восстание. Самолёт сделал остановку в Брянске, и при взлёте с брянского аэродрома потерпел катастрофу, в которой все члены делегации погибли. Некоторые историки пытаются усмотреть в этой трагедии инсценировку несчастного случая, выполненную по поручению Сталина или Георгия Димитрова, однако подтверждения этим гипотезам не найдено.

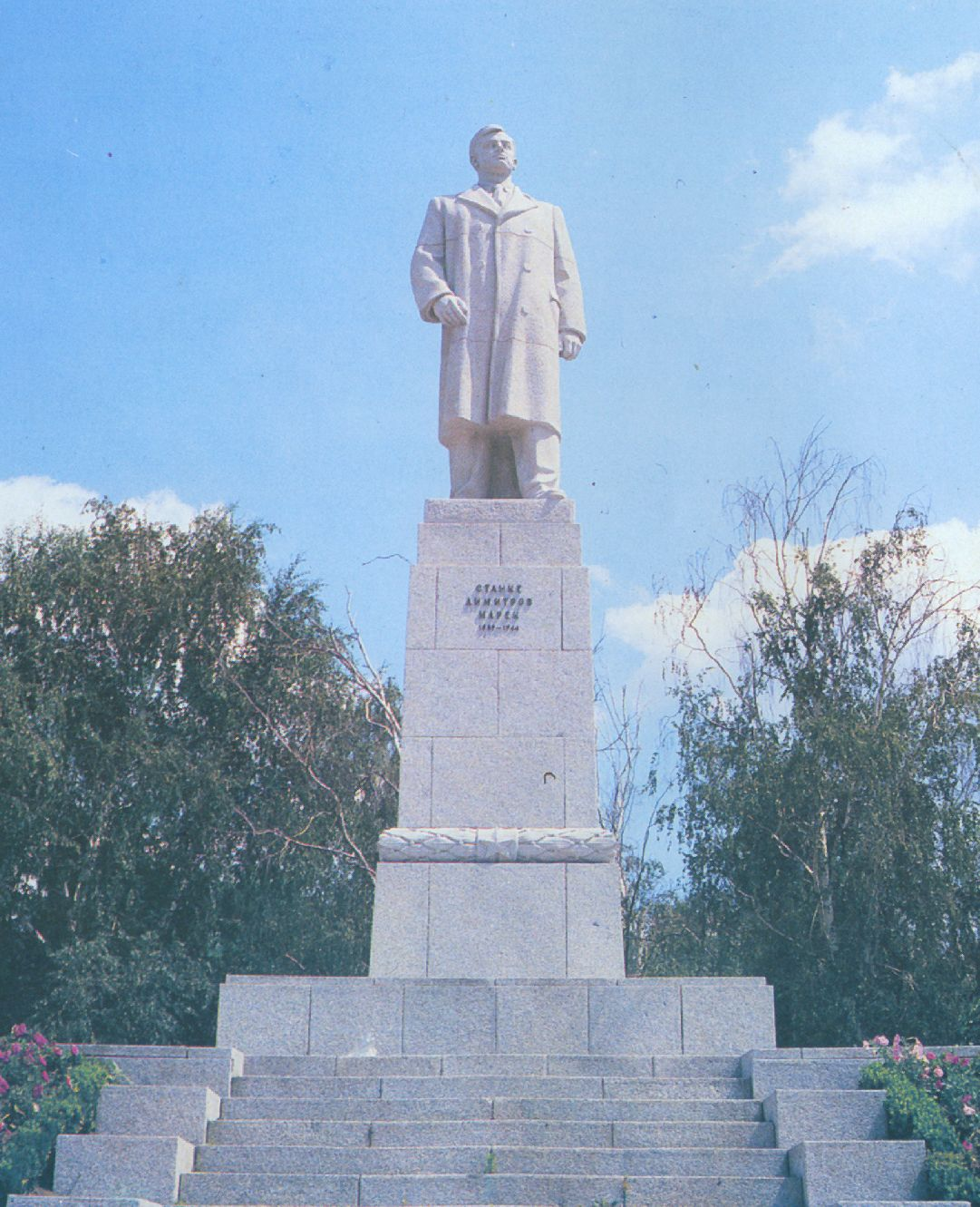
Памятник Станке Димитрову в Дупнице

Станке Димитров и его единомышленники были торжественно перезахоронены на центральном кладбище Брянска; на их могиле в 1979 году установлен памятник-надгробие (скульптор Г. Е. Коваленко, архитектор Ю. И. Тарабрин). Памятный обелиск установлен и на месте катастрофы (1965).

## Государственные награды
Указом Президиума Верховного Совета СССР Станке Димитров (Марек) посмертно награждён орденом Ленина (1945).

## Память
- Родина Станке Димитрова — город Дупница, в 1948—1949 и 1950—1990 гг. носил название Станке-Димитров, а в 1949—1950 назывался Марек.
- Один из проспектов города Брянска носит имя Станке Димитрова; на доме № 6 17 февраля 1969 года открыта мемориальная доска с барельефом Станке Димитрова.[3]